# ليبنفالده
ليبنوالده (بالألمانية: Liebenwalde) هي مدينة و بلدة ألمانية تقع في ألمانيا في براندنبورغ. يقدر عدد سكانها بـ 4,567 نسمة .